# Jasur Hasanov
Jasur Orziqulovich Hasanov (Dzsizak, Szovjetunió, 1983. augusztus 2. –) üzbég labdarúgó, a Lokomotiv Tashkent középpályása.
Az üzbég labdarúgó-válogatott alapembere.

## Sikerei, díjai

### Klubcsapatokkal
Bunyodkor
- Üzbég liga (3): 2008, 2009, 2010
- Üzbég kupa (1): 2008
- Lekhwiya
- Katari bajnokság (1): 2010–11

### A válogatottal
Üzbegisztán
- Ázsia-kupa:
  - 2007 (negyeddöntő)
  - 2011 (4. hely)

### Egyéni
- AFC-kupa gólkirálya: 2022